# Гараева, Наиля Хакимовна
Наиля Хакимовна Гараева (тат. Наилә Хәким кызы Гәрәева; 18 ноября 1940, Казань, Татарская АССР, РСФСР, СССР — 28 ноября 2023, Казань, Россия) — советская и российская татарская актриса, педагог. Заслуженный артист Российской Федерации (2010). Народный артист Татарской АССР (1976), заслуженный артист Татарской АССР (1972). Лауреат Республиканской премии имени Габдуллы Тукая (1966).

## Биография
Наиля Хакимовна Гараева родилась 18 ноября 1940 года в Казани.
В 1961 году окончила студию при Казанском большом драматическом театре им. Качалова. Будучи учащейся студии она сыграла первую удачную роль Рахили в пьесе Х. Вахитова «Первая любовь». Последующие роли тоже были удачными.
После окончания студии творческую и трудовую деятельность начала актрисой Татарского театра имени Галиасгара Камала.
Создавала драматические роли (Гюльтекин — «Айдын» Д. Джабарлы; Изабелла — «Мера за меру» У. Шекспира), так и азартно играла комические роли.
С 1965 года преподавала в Казанском государственном институте культуры.
Скончалась 28 ноября 2023 года в Казани на 84-м году жизни после тяжёлой болезни. Похоронена на Ново-Татарском кладбище в Казани.

## Почётные звания и награды
- Орден Дружбы (2000 год) — за высокие достижения в производственной деятельности, многолетний добросовестный труд и большой вклад в укрепление дружбы и сотрудничества между народами[4].
- Почётное звание «Заслуженный артист Российской Федерации» (2010 год) — за заслуги в области искусства[5].
- Орден «За заслуги перед Республикой Татарстан» (2015 год) — за многолетнюю творческую деятельность и большой вклад в развитие татарского театрального искусства[6].
- Орден «Дуслык» (2020 год) — за высокое сценическое мастерство и значительный вклад в развитие национального театрального искусства[7].
- Почётное звание «Народный артист Татарской АССР» (1976 год)[8].
- Почётное звание «Заслуженный артист Татарской АССР» (1972 год)[9].
- Республиканская премия имени Габдуллы Тукая (1967 год) — за роль Асель в спектакле «Гүзәлем Әсәл» («Красавица Асель») по произведению Ч. Айтматова на сцене казанского Татарского государственного академического театра им. Г. Камала[10][11].

## Семья
Супруг — актёр и режиссёр Рафкат Бикчантаев (1924—1975). Сын — главный режиссёр Татарского академического театра имени Г. Камала Фарид Бикчантаев (род. 1962).